# Март 2022 года

Список событий марта 2022 года.

## События
- 1 марта
  - В Сакраменто (штат Калифорния) в результате стрельбы в церкви погибли 3 детей и 2 взрослых — мужчина устроил стрельбу, а затем покончил с собой[1].
  - Спорт
    - Международный союз конькобежцев (ISU) отстранил российских и белорусских спортсменов от участия в международных соревнованиях по фигурному катанию, конькобежному спорту и шорт-треку[2].
    - Международная федерация баскетбола (ФИБА) отстранила все баскетбольные сборные и клубы из России от участия в соревнованиях под своей эгидой[3].
    - Всемирная легкоатлетическая ассоциация (World Athletics) приняла решение отстранить российских и белорусских спортсменов от участия в международных стартах[4].
    - Международная федерация волейбола (FIVB) отстранила все российский и белорусские волейбольные сборные и клубы от международных соревнований, в том числе в пляжном волейболе[5].
    - Международная федерация тенниса (ITF) приостановила членство Федерации тенниса России и Белоруссии и отменила все турниры в России под эгидой организации[6].

  - Оператор газопровода Северный поток — 2 компания Nord Stream AG подала заявление о банкротстве[7].

- 2 марта
  - Недалеко от Азорских островов затонуло судно Felicity Ace с 4000 автомобилей концерна Volkswagen на борту; ранее на судне произошёл пожар, который тушили более недели[8].
  - В университете французского города Ле-Ман произошло нападение на студентов, пострадали несколько человек; нападавший задержан, его мотивы пока не известны[9].
  - США закрыли своё воздушное пространство для российских самолётов[10].
  - Крупнейший универсальный банк России и Восточной Европы ПАО Сбербанк объявил об уходе с европейского рынка[11].
  - Подразделения ВС РФ взяли под контроль областной центр Херсон[12].
  - Международный союз биатлонистов (IBU) отстранил российских и белорусских спортсменов от международных соревнований[13].
- 3 марта
  - В Белоруссии состоялся второй раунд российско-украинских переговоров, по итогам которого стороны достигли понимания по совместному обеспечению гуманитарных коридоров для эвакуации граждан, доставки продуктов и лекарств[14].
  - Румынские ВВС потеряли сразу два борта — самолёт Миг-21, пропавший с радаров, и вертолёт IAR 330-Puma, который отправился на его поиски; оба экипажа погибли[15].
  - Международный паралимпийский комитет отстранил российских и белорусских спортсменов от участия в зимних Паралимпийских играх 2022[16].

- 4 марта
  - В Пакистане при взрыве в шиитской мечети в городе Пешавар погибли 63 человека, ещё 196 получили ранения. Взрыв был устроен террористом-смертником, ответственность за взрыв взяла исламская террористическая организация «Вилаят Хорасан»[17].
  - В китайской столице Пекине стартовали Паралимпийские игры 2022, соревнования продлятся до 14 марта[18].
  - Роскомнадзор принял решение о блокировке Facebook и «Твиттер» на территории России[19].
- 7 марта
  - В американском штате Айова 6 человек погибли в результате торнадо, среди них двое детей; торнадо обрушился на штат в воскресенье 6 марта (1:30 по мск), скорость ветра достигала 165 миль/час[20].
  - Российское правительство утвердило список недружественных России стран. В него вошли больше 50 государств и территорий[21].
  - Новая Зеландия ввела санкции против 100 россиян, связанных с вторжением России на Украину. В числе попавших под санкции — президент России Владимир Путин, министр иностранных дел Сергей Лавров и премьер-министр Михаил Мишустин[22].
  - ВС России с 10:00 объявили режим тишины и открыли гуманитарные коридоры для выхода людей из украинских городов: Сум, Киева, Мариуполя и Харькова[23].
  - Цена нефти Brent превысила $128 за баррель впервые с марта 2012 года[24].
  - Цена на газ в Европе (биржа TTF)[25] в 11:30 превышала 3800 долларов за тысячу кубометров[26].

- 9 марта
  - Евросоюз ввёл санкции против 14 российских олигархов и 146 членов Совета Федерации, голосовавших за ратификацию соглашений с ДНР и ЛНР[27]
  - Абхазия и Донецкая народная республика установили дипломатические отношения[28].
  - В Пензе в результате взрыва резервуара с битумом погибли 3 человека, ещё 6 пострадали, битум после взрыва разлился на площади более 2 гектаров[29].

- 10 марта
  - Группа учёных опубликовала данные исследования, в ходе которого они доказали, что акулы, вопреки распространённому мифу о них, спят; в периоды сна у этих животных изменяется метаболизм[30].
  - Глава Луганской народной республики Леонид Пасечник подписал указ о признании Абхазии. Установлены дипломатические отношения[31][32].
  - Парламент Венгрии избрал Каталин Новак новым президентом страны[33].
  - Юн Сок Ёль избран новым президентом Республики Корея[34].
  - Россия отказалась от участия в Совете Европы[35].

- 11 марта
  - Инаугурация президента Чили Габриэля Борича[36]
  - В Белоруссии управлением по борьбе с организованной преступностью МВД Беларуси задержан википедист Марк Бернштейн. По информации СМИ, он обвиняется в «распространении фейковых антироссийских материалов» за правки в статье Вторжение России на Украину[37].
- 12 марта
  - В Греции начались снегопады и пришли морозы из-за шторма «Филиппос», часть дорог в стране перекрыта из-за непогоды; по прогнозам, нехарактерные для региона отрицательные температуры могут продержаться в течение нескольких дней[38].
  - В Санкт-Петербурге временно закрыли «Гигант-холл» за нарушения санитарно-эпидемиологических ограничений, которые были отмечены на концерте «Алисы»[39].

- 13 марта
  - В результате нападения боевиков на золотой рудник в Буркина-Фасо были убиты не менее 14 человек, с рудника похищены ценности[40].
  - По официальным данным, почти 300 участников акций протеста против вторжения на Украину задержаны в Москве[41].
  - В городе Ирпень Киевской области в результате обстрела убит американский журналист Брент Рено[42].
  - Леброн Джеймс стал первым игроком в истории НБА, сделавшим за карьеру 10 000 подборов и 10 000 передач в регулярных сезонах[43].
- 14 марта
  - В результате обстрела Донецка погибли 20 человек, 33 получили ранения.
  - Сотрудница «Первого канала» Марина Овсянникова ворвалась в эфир программы «Время» с антивоенным плакатом. Она задержана полицией[44].
  - В Москве с 15 марта впервые с начала пандемии коронавируса полностью отменяются требования по ношению масок, также смягчается ряд других антикоронавирусных мер[45].
  - На территории России заблокирован доступ к социальной сети Instagram[46].

- 15 марта
  - Сердар Бердымухамедов, сын Гурбангулы Бердымухамедова, сменил отца на посту президента Туркменистана[47].
  - Представители ПАСЕ  проголосовали за исключение России из Совета Европы[48].
  - Россия ввела санкции против 13 американских чиновников, в том числе президента Джо Байдена, госсекретаря Энтони Блинкена и пресс-секретаря Белого дома Джен Псаки[49].
  - ООН обнародовало данные, согласно которым, по неполным данным в результате вторжения России на Украину погиб 691 мирный житель, в том числе 48 детей. В большей части зафиксированных случаев гибели или ранения гражданских лиц причиной смерти стало «применение взрывных устройств с обширной зоной поражения, в том числе обстрелы из тяжелой артиллерии и реактивных систем залпового огня, а также ракетные и авиаудары»[50].
- 16 марта
  - В Японии произошло землетрясение силой 7,3 балла, в результате которого под угрозой цунами находятся две префектуры этой страны — Мияги и Фукусима[51].
  - Вторжение России на Украину: В ходе продолжающейся блокады Мариуполя в результате бомбового удара разрушено здание городского драмтеатра, на территории которого укрывались около тысячи гражданских лиц[52].
- 17 марта
  - В Перу произошла серия из 19 землетрясений, в результате которой разрушены более 120 домов; в регионе Патас подземные толчки вызвали также оползень, которым накрыло около 40 домов, на месте работают спасатели[53].
  - В России заблокировали доступ к сайту издания «SVTV NEWS», принадлежащему оппозиционеру Михаилу Светову[54].
- 18 марта
  - Финляндия была признана самой счастливой страной мира в пятый раз подряд на основании Всемирного доклада о счастье; также в топ пять лучших стран вошли Дания, Исландия, Швейцария и Нидерланды[55].
  - Девять человек погибли в результате лобового столкновения фургона и пикапа в Техасе; за рулём пикапа в момент аварии находился 13-летний ребёнок, также погибший в аварии[56].

- 19 марта
  - Вторжение России на Украину: в бою под Мариуполем погиб заместитель командующего Черноморским флотом России по военно-патриотической работе, капитан 1-го ранга Андрей Палий[57].
- 20 марта
  - На чемпионате мира по лёгкой атлетике в помещении в Белграде швед Арман Дюплантис обновил мировой рекорд в прыжках с шестом — 6,20 м[58].
- 21 марта
  - В России заблокировали сайт телеканала Euronews[59].
  - Российский суд признал американскую компанию «Meta», которой принадлежат Facebook, Instagram и WhatsApp, экстремистской организацией. Работа Facebook и Instagram запрещена[60].
  - Уполномоченный по правам человека в России Татьяна Москалькова подтвердила, что между Россией и Украиной состоялся первый с начала российского вторжения на Украину обмен военнопленными. Мэр Мелитополя Иван Фёдоров был обменян на 9 российских солдат[61].
  - На юге Китая в горной местности потерпел крушение пассажирский Boeing 737-800 с 132 людьми на борту[62].
  - В Греции произошёл взрыв на заводе по производству взрывчатки, взрывом уничтожена часть завода; три человека из числа находившихся на территории в момент взрыва пока числятся пропавшими без вести[63].

- 22 марта
  - Следственный комитет РФ возбудил уголовное дело против журналиста Александра Невзорова. Он обвиняется в «публичном распространении недостоверной информации о действиях вооружённых сил РФ» — Невзоров опубликовал информацию в соцсетях об умышленном обстреле родильного дома Мариуполя войсками РФ в ходе осады и последовавшей за ней блокады города[64].
  - Российский оппозиционер Алексей Навальный признан виновным в «особо крупном мошенничестве» и «оскорблении суда», и приговорён к 9 годам колонии строгого режима[65].
  - На Тайване произошло землетрясение магнитудой 6,4 балла; эпицентр землетрясения находится в 133 километрах на юго-восток от города Тайчжун, где проживает более миллиона человек, толчки также ощущались в Тайбэе[66].
  - В Израиле вооружённый ножом палестинец убил 4 человек, также несколько человек ранены; нападавший был ликвидирован до приезда полиции[67].

- 23 марта
  - Вторжение России на Украину:
    - В ходе продолжающейся осады Мариуполя российскими войсками уничтожен Художественный музей имени Архипа Куинджи, в котором находились картины Ивана Айвазовского, Николая Глущенко, Татьяны Яблонской, Михаила Дерегуса и других[68][69].
    - В результате авиаудара разрушен мост через реку Десна, по которому в Чернигов доставлялась гуманитарная помощь, а также осуществлялась эвакуация жителей[70].
    - В ходе ракетного обстрела Киева погибла журналистка издания «The Insider» Оксана Баулина[71].

  - В Китае завершены испытания водородно-кислородного двигателя для китайской космической ракеты-носителя «Чанчжэн-5»[72].
- 24 марта
  - В Брюсселе состоялся внеочередной саммит НАТО[73].
  - Действующий чемпион Европы по футболу сборная Италии не сумела пройти отбор на чемпионат мира 2022 года, уступив дома сборной Северной Македонии[74].
  - Работающие на МКС космонавты 66-й космической экспедиции провели заключительный выход в открытый космос в рамках работы этой экспедиции; за пределами МКС в этот раз работали американский астронавт Раджа Чари и немецкий астронавт Маттиас Маурер[75].
  - Стало известно, что в Краснодарском крае 12 бойцов Росгвардии из оперативной роты ОМОН «Пластун» были уволены за отказ от участия во вторжении на Украину[76].
- 25 марта
  - Вторжение России на Украину: Генеральный штаб ВС РФ второй раз за время операции сделал заявление об официальном числе потерь российских военнослужащих: 1351 погибший и 3825 раненых. Потери украинской армии и нацгвардии, по заявлению Генштаба РФ, составили 14 тысяч человек[77].
  - В Японии произошло землетрясение силой 5,1 балла, эпицентр которого расположен около префектуры Фукусима, где находится японская атомная станция; данных о её повреждении пока не поступало, толчки ощущались в четырёх префектурах — Фукусима, Мияги, Иватэ, Аомори[78].

- 27 марта
  - Президент Украины Владимир Зеленский дал первое после начала вторжения российских войск на Украину интервью российским СМИ. Роскомнадзор запретил всем российским СМИ публиковать это интервью[79].
- 28 марта
  - В Лос-Анджелесе прошла 94 церемония вручения премии «Оскар»[80].
  - В Германии запретили использование знаков «Z» и «V» в качестве символов поддержки вторжения России на Украину[81].
  - «Новая газета» получила второе по счёту предупреждение Роскомнадзора и объявила о приостановке деятельности «до окончания специальной операции на территории Украины»[82].
  - Роскомнадзор заблокировал сайты издания It’s My City, владимирского медиа «Довод», ингушского издания «Фортанга», сайт свободной орловской энциклопедии «Орлец», а также сайт мультсериала «Масяня»[83][84][85]. Центральной темой последнего вышедшего перед блокировкой эпизода Масяни стало вторжение России на Украину. Эпизод заканчивается тем, что Масяня приходит к президенту РФ Владимиру Путину, даёт ему меч вакидзаси, после чего прощается навсегда[86].
- 30 марта
  - В Париже, Бордо и Нанте прошли акции протеста французских таксистов; митинги проводятся под руководством профсоюза «Объединённые арендаторы такси», а в числе требований снижение НДС и цен на топливо[87].
  - Брюс Уиллис сообщил о прекращении актёрской карьеры из-за диагностированного у него заболевания, связанного с расстройством речи[88].

- 31 марта
  - В Австралии потерпел крушение вертолёт с 5 людьми на борту; поиски людей продолжаются, их осложняет плохая погода в районе крушения[89].
  - Президент России Владимир Путин подписал указ о торговле газом с «недружественными» странами только за рубли[90].